# Słońcówka sówkówka
Słońcówka sówkówka (Villa hottentotta) – gatunek muchówki z rodziny bujankowatych i podrodziny Exoprosopinae. Zamieszkuje Palearktykę od Półwyspu Iberyjskiego po Syberię i Chiny. Larwy są parazytoidami gąsienic motyli z rodziny sówkowatych. Owady dorosłe żerują na nektarze.

## Taksonomia
Gatunek ten opisany został po raz pierwszy w 1758 roku przez Karola Linnesusza w dziesiątym wydaniu Systema Naturae pod nazwą  Musca hottentotta. Jako miejsce typowe wskazano Europę.

## Morfologia
Muchówka o ciele długości od 11 do 19 mm, ubarwionym czarno i porośniętym złotymi łuskami oraz złotymi, żółtymi i czarnymi włoskami. Ubarwieniem i pokrojem ciała upodobniona jest do żądłówek. Niemal kulista głowa ma na twarzy oprócz łusek włoski barwy żółtej. Łuski na potylicy są złociście żółte. Tułów jest krótki, lekko wypukły na przedzie i wyraźnie spłaszczony z tyłu. Tarczka ma szczecinki tarczkowe brzeżne ubarwione czarno. Przezmianki są żółte. Na tegulach brak kontrastowego ubarwienia srebrnego, występują tam łuski ciemnobrązowe, czasem zmieszane z żółtobiałymi. Skrzydła są przezroczyste, tylko na przedniej krawędzi i u nasady delikatnie jasnobrązowawo lub żółtawo przyciemnione. Odnóża tylnej pary mają na stronie grzbietowej łuski dorównujące długością szczecinkom tam umieszczonym. Odwłok jest krótki i szeroki. Na przednich krawędziach tergitów od drugiego wzwyż łuskowate włoski układają się w jasne lub żółte przepaski, u samicy wyraźniej odgraniczone niż u samców. W przypadku tergitów od drugiego do czwartego przepaski te po bokach zajmują całą ich szerokość, prawie sięgając tylnych ich naroży. Na tergicie trzecim u samicy szerokość jasnej przepaski jest podobna jak na tergicie czwartym, ewentualnie niewiele mniejsza. Po bokach tergitów piątego i szóstego obu płci występują kępy czarnych włosków. Wierzchołek odwłoka u samicy ma wieniec długich, zakrzywionych szczecinek.

## Ekologia i występowanie
Owad ten zasiedla ciepłe i otwarte stanowiska, jak murawy kserotermiczne, murawy psammofilne, kwieciste łąki i pobrzeża lasów. Larwy są parazytoidami gąsienic motyli z rodziny sówkowatych, w tym rolnicy tasiemki. Owady dorosłe żerują na nektarze.
Gatunek palearktyczny. W Europie znany jest z Portugalii, Hiszpanii, Irlandii, Wielkiej Brytanii, Francji, Belgii, Niemiec, Szwajcarii, Austrii, Włoch, Malty, Danii, Szwecji, Norwegii, Finlandii, Estonii, Łotwy, Litwy, Polski, Czech, Słowacji, Węgier, Białorusi, Ukrainy, Rumunii, Słowenii, Chorwacji, Bośni i Hercegowiny, Serbii, Czarnogóry, Macedonii Północnej, Albanii, Grecji oraz europejskiej części Rosji. W Afryce Północnej zamieszkuje Maroko i Algierię. W Azji znany jest z Turcji, Gruzji, Armenii, Azerbejdżanu, Syberii, Uzbekistanu, Turkmenistanu, Tadżykistanu, Kirgistanu, Mongolii oraz Chin. W Polsce jest owadem nieczęstym, ale najpospolitszym z rodzaju słońcówka.